# 2024 en Tunisie
Chronologie de la Tunisie
- 2020
- 2021
- 2022
- 2023
- 2024
- 2025
- 2026
- 2027
- 2028

Cet article présente les faits marquants de l'année 2024 en Tunisie.

## Événements
- 27 janvier : 2d tour des élections locales.
- 15 mars : trente-quatre migrants sont portés disparus et deux migrants sont retrouvés morts au large de la côte sud-est de la Tunisie, 34 autres migrants ont pu être secourus après leur naufrage[1] ;
- 29 mars : élections du Conseil national des régions et des districts.
- 18 mai : au moins 23 migrants sont portés disparus dans plusieurs zones au large des côtes tunisiennes après être montés à bord d'un bateau à destination de l'Italie[2].
- 30 septembre : douze migrants tunisiens meurent noyés dans un naufrage d'un bateau de fortune, au large de Djerba, en Tunisie[3].
- 6 octobre : élection présidentielle.

## Culture

### Cinéma
- Aïcha, film réalisé par Mehdi Barsaoui, sorti en 2024.
- Les Enfants rouges,  film dramatique tunisien, français, belge, polonais, saoudien et qatari réalisé par Lotfi Achour et sorti en 2024[4],[5].
- La Source ماء العين (en arabe : Mé el Aïn?), film dramatique tunisien écrit et réalisé par Meryam Joobeur, sorti en 2024[6]. Le film est le premier long métrage de la réalisatrice.

### Littérature
- 4 mai : le Comar d'or est attribué à :
  - ouvrage en langue arabe :  دفاتر الجيلاني ولد حمد (soit Les Carnets de Jilani Ould Ahmed) de Sahbi Karaani  ;
  - ouvrage en langue française :  Malentendues d'Azza Filali .

## Décès
- 1er janvier : Khemaïs Chammari, homme politique, défenseur des droits de l'homme et diplomate.
- 18 janvier : Mohamed Ghozzi, poète et critique littéraire.
- 21 janvier : Mokhtar Hasni, footballeur.
- 23 janvier : Zoubeir Boughnia, footballeur.